# Pflanzliche Milch

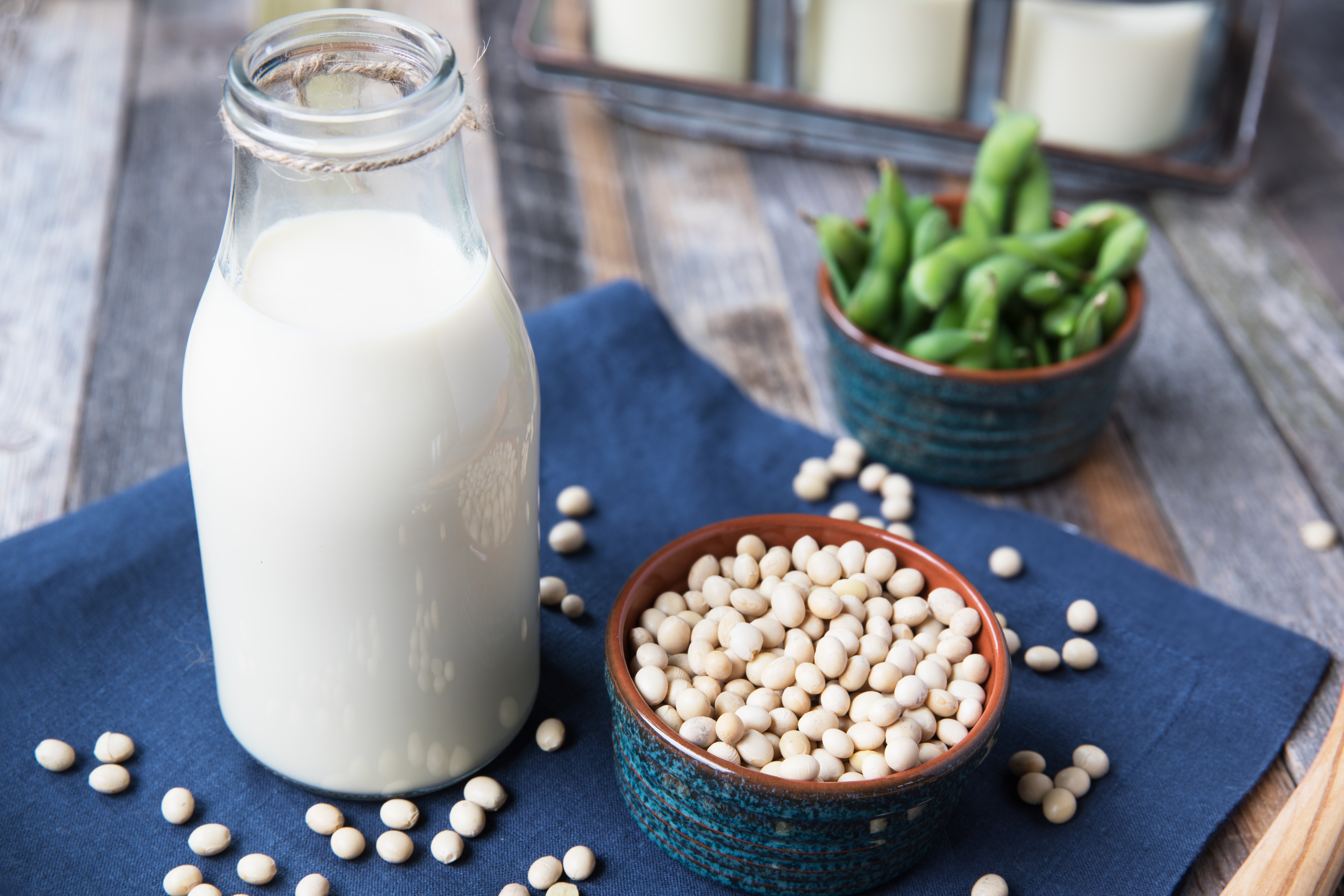
Eine Flasche Sojamilch

Als Pflanzliche Milch oder umgangssprachlich Pflanzenmilch werden Nahrungsmittel bezeichnet, die geschmacklich oder optisch der Milch oder Milcherzeugnissen (z. B. bei Käseersatz und Sojajoghurts) ähneln, ohne aus dieser hergestellt zu sein.
Gründe für die Verwendung von Pflanzenmilch sind Klimaschutz, Tierwohl oder auch die eigene Gesundheit.

## Zusammensetzung
In Deutschland ist Pflanzenmilch seit 1990 zugelassen. Charakteristisch für diese Produkte ist, dass sie frei von Cholesterin, tierischem Protein sowie Milchzucker sind.
Eine Untersuchung zur Zusammensetzung von Pflanzenmilch betrachtete 148 Varianten von drei Kontinenten. Davon waren:
- 49 auf Basis von Samen und Nüssen
- 38 auf Basis von Getreide
- 36 auf Basis von Hülsenfrüchtlern
- 10 auf Basis von Kokosnuss und
- 15 Mischvarianten.

Alle schnitten gut ab, was den Gehalt an Salz, Energie und gesättigten Fettsäuren anging. Der Proteingehalt variierte zwischen 0 und 10 g pro Portion. Das Niveau der B12- und Vitamin-D-Anreicherung war eher gering. Über die Hälfte war mit Kalzium angereichert. Insbesondere für die Zielgruppe der Veganer aber auch Vegetarier ist eine Anreicherung mit Vitamin D, B12 und Kalzium wichtig, da diese Nährstoffe beim Auslassen von Kuhmilch sonst in der Ernährung gering ausfallen könnten. Bei Bio-Produkten ist allerdings laut der Öko-Verordnung (Verordnung (EG) Nr. 834/2007) die Anreicherung mit Vitaminen und Mineralstoffen und damit auch der Zusatz von Calciumcarbonat verboten.
Es „wird auch an Milch aus dem Labor geforscht. Start-ups züchten dabei unter anderem das Milcheiweiß Casein nach.“ Auf Basis der richtigen Mikroorganismen soll Casein auch ohne Kuh produziert werden.

## Ernährungsphysiologische Bewertung
Aufgrund der Heterogenität von pflanzlichen Kuhmilchalternativen ist eine allgemeine ernährungsphysiologische Bewertung nicht möglich. Die Deutsche Gesellschaft für Ernährung (DGE) empfiehlt den Konsum von Kuhmilch, da hier das Nährstoffprofil bekannt ist und Kuhmilch wichtige Nährstoffe zuverlässig liefert. Allerdings schneidet Pflanzenmilch in der Umweltbewertung meist besser ab als Kuhmilch, da für sie weniger Land, Wasser und Energie benötigt wird. Das trifft vor allem auf Hafer- und Sojamilch aus deutscher Produktion zu, während hingegen Mandelmilch in den Anbaugebieten viel Wasser benötigt. Wenn aus Umweltgründen zu Pflanzenmilch gegriffen wird, empfiehlt die DGE nachdrücklich zu angereicherter Pflanzenmilch zu greifen.
Insbesondere bei der Ernährung von Kleinkindern spielt in Deutschland bislang Kuhmilch eine wesentliche Rolle, wenn es um die Nährstoffe Calcium, Vitamin B2 und Vitamin B12 geht. In geringem Maße trägt Kuhmilch auch zur Jodversorgung bei. Wenn Kinder Pflanzenmilch statt Kuhmilch konsumieren, sollten sich Eltern daher beraten lassen und mit der Nährstoffzusammensetzung von Pflanzenmilch auseinandersetzen.

## Arten
- Getreidemilch
  - Dinkelmilch
  - Hafermilch
  - Reismilch
  - Kokkoh
- Milchersatz aus Hülsenfrüchten
  - Lupinenmilch
  - Sojamilch
- Milchersatz aus Nüssen
  - Kokosmilch
  - Mandelmilch
  - Nussmilch
  - Orxata de Xufa
- Anderer Milchersatz
  - Buchweizenmilch
  - Horchata

Im weiteren Sinn:
- Säuglingsmilchnahrung
- Milchaustauscher in der Tiermast und für Heimtiere

## Markt
In Deutschland sinkt die Menge an getrunkener Kuhmilch seit Jahren. Währenddessen verzeichnet der Markt für Pflanzenmilch konstante Wachstumsraten, 2020 lag der Marktanteil bei etwa 4 %. Zwischen 2018 und 2020 verdoppelte sich der Umsatz mit Pflanzenmilch. Mit Stand 2021 stammt etwa jeder zehnte Liter Milch in Deutschland aus Pflanzenmilch. 93 % der Konsumenten haben schon mal Pflanzenmilch gekauft. Am Deutschen Markt vertreten sind etwa 50 Marken. Hafer stellt unter allen pflanzlichen Ausgangsstoffen die bevorzugte Basis dar. Erhebliche Mengen werden dabei importiert. Im Jahr 2020 wurden 206 Millionen Liter Pflanzenmilch im Wert von 134 Millionen Euro importiert, was 46 % über dem Vorjahresniveau lag. Gegenüber 2017 beträgt der Zuwachs 130 %.
Im Jahr 2021 lag der Marktanteil von Milchersatzprodukten im Einzelhandel in der Schweiz bei 4,2 % vom Gesamtmarkt aller Milch- und Milchersatzprodukte. Mit einem Umsatzanteil von 35 % lag die pflanzliche Milch an der Spitze der Milchersatzprodukte. Die Hafermilch hatte mit 45 % den größten Anteil am Gesamtumsatz der pflanzlichen Milchen.
2018 konsumierten 25 % der Briten vorwiegend Pflanzenmilch.
Laut einer Erhebung des Landwirtschaftsministeriums der Vereinigten Staaten sank der Konsum von Kuhmilch zwischen 2013 und 2017 um 12 %. Gleichzeitig stieg der Konsum von Pflanzenmilch um 36 %. Die Autoren weisen jedoch darauf hin, dass Pflanzenmilch Kuhmilch nicht eins zu eins ersetze.

## Rechtslage

### Bezeichnung
Ist die Grundlage pflanzlich, werden die Produkte in der Europäischen Union auf der Verpackung als Pflanzendrink bzw. je nach Ausgangszutat als Mandeldrink, Sojadrink, Reisdrink, Haferdrink etc. gekennzeichnet. Der Begriff „Milch“ hat in der Europäischen Union einen Bezeichnungsschutz und darf nur Produkte bezeichnen, die durch Melken aus einem Euter gewonnen worden sind (zum Beispiel Kuhmilch, Schafmilch, Ziegenmilch). Begriffe wie „Pflanzenmilch“, „Sojamilch“ usw. sind umgangssprachlich und in der Öffentlichkeit weit verbreitet, dürfen von Herstellern und Anbietern entsprechender pflanzlicher Getränke aber nicht verwendet werden. Eine Ausnahme ist Kokosmilch gemäß dem Beschluss 2010/791/EU. Da diese als traditionelles Lebensmittel in asiatischen Gerichten verwendet wird, darf sie auch im Handel so genannt werden.
In den USA entschied die FDA 2023, dass Pflanzenmilch weiterhin als Pflanzenmilch bezeichnet werden darf, da amerikanische Kunden Pflanzen- und Kuhmilch nicht verwechseln.
Zu Anfang des 20. Jahrhunderts gab es auch die Bezeichnung vegetabile Milch.

### Besteuerung
Die Umsatzsteuer auf pflanzlichen Milchersatz ist von Land zu Land verschieden. In Australien, Belgien, Dänemark, Finnland, Frankreich, Irland, den Niederlanden, Portugal und dem Vereinigten Königreich wird der gleiche Steuersatz wie für Milch tierischen Ursprungs angewandt. In Deutschland, Griechenland, Italien, Österreich, der Slowakei und Ungarn werden unterschiedliche Steuersätze angewandt. Die Unterschiede reichen von 85 % höherer Steuer in Griechenland bis zu 450 % höherer Steuer in Italien. In Deutschland wird Pflanzenmilch mit 19 % Mehrwertsteuer belegt, tierische Milch mit dem ermäßigten Steuersatz von 7 %.
In Tschechien wurde die Besteuerung von Kuhmilch und Pflanzenmilch 2023 angepasst, so dass nun der ermäßigte Steuersatz auf beide Produktkategorien gilt. In Spanien galt bis Anfang 2023 eine ungleiche Besteuerung, diese wurde jedoch im Rahmen eines Maßnahmenpakets zur Bekämpfung der steigenden Lebensmittelpreise aufgehoben.

## Einzelbelege
1. ↑  Milchalternativen im Marktcheck. Abgerufen am 11. November 2021.
2. ↑  Brockhaus. Enzyklopädie in 30 Bänden, 21. völlig neu bearbeitete Auflage, Band 18 Math-Mosb, Leipzig, Mannheim, 2005–2006; Lemma Milchimitate, Milchersatzprodukte, Seite 457.
3. 1 2  Winston J. Craig, Ujué Fresán: International Analysis of the Nutritional Content and a Review of Health Benefits of Non-Dairy Plant-Based Beverages. In: Nutrients. Band 13, Nr. 3, 4. März 2021, ISSN 2072-6643, doi:10.3390/nu13030842, PMID 33806688 (englisch).
4. ↑  Ernährung: Oatly & Co.: Wie vegane Alternativen die Milchbranche aufmischen. Abgerufen am 13. April 2021.
5. ↑  Those Vegan Cowboys Develop Casein From Microbes to Make Dairy Without the Cow. In: vegconomist – the vegan business magazine. 12. April 2021, abgerufen am 13. April 2021 (britisches Englisch).
6. ↑  DGE-Positionspapier Pflanzendrinks. Abgerufen am 16. Januar 2025 (englisch).
7. ↑  Pflanzendrinks in der Kinderernährung. Abgerufen am 16. Januar 2025 (englisch).
8. ↑  https://www.agrarzeitung.de/nachrichten/politik/milchindustrie-konkurrenz-durch-pflanzendrinks-90902
9. 1 2 3  A guest post from Future Grocery Shopping The German Plant-based Milk Market. In: vegconomist – the vegan business magazine. 6. Mai 2021, abgerufen am 8. Mai 2021 (britisches Englisch).
10. ↑  Ernährung: Oatly & Co.: Wie vegane Alternativen die Milchbranche aufmischen. Abgerufen am 12. April 2021.
11. ↑  Statistisches Bundesamt, Pressemitteilung vom 1. Juni 2021, zitiert nach Ernährungsumschau 8/2021, Seite M447
12. ↑  Milchersatzprodukte immer beliebter. Bundesamt für Landwirtschaft, 14. Juli 2022, abgerufen am 3. Oktober 2022.
13. ↑  Zoe Wood: Plant-based milk the choice for almost 25% of Britons now | Vegan food and drink. In: theguardian.com. 19. Juli 2019, abgerufen am 5. Februar 2024 (englisch).
14. ↑  https://www.ers.usda.gov/amber-waves/2020/december/plant-based-products-replacing-cow-s-milk-but-the-impact-is-small/
15. ↑  Verordnung (EU) Nr. 1308/2013 des Europäischen Parlaments und des Rates vom 17. Dezember 2013 (Anhang VII) In der Verordnung heißt es ausdrücklich: „Der Ausdruck ‚Milch‘ ist ausschließlich dem durch ein- oder mehrmaliges Melken gewonnenen Erzeugnis der normalen Eutersekretion, ohne jeglichen Zusatz oder Entzug, vorbehalten.“ Daher werden diese Produkte im Handel z. B. als „Mandelgetränk“ oder „Mandeldrink“ o. ä. verkauft.
16. ↑  Stefan Sauer: EuGH-Urteil – Soja-Drink darf nicht „Milch“ heißen. In: Frankfurter Rundschau. 14. Juni 2017, abgerufen am 27. Februar 2019.
17. ↑  2010/791/EU: Beschluss der Kommission vom 20. Dezember 2010 zur Festlegung des Verzeichnisses der Erzeugnisse gemäß Anhang XII Abschnitt III Nummer 1 Unterabsatz 2 der Verordnung (EG) Nr. 1234/2007 des Rates In: Amtsblatt der Europäischen Union.
18. ↑  Milchersatz darf nicht Milch heißen. In: eatsmarter.de. Abgerufen am 10. Dezember 2019.
19. ↑  Beth Mole: Sour fight ends with FDA ruling soy and nut milks can still be called “milk”. 23. Februar 2023, abgerufen am 24. Februar 2023 (amerikanisches Englisch).
20. ↑  Carl von Noorden, Hugo Salomon: Handbuch der Ernährungslehre. Erster Band Allgemeine Diätetik (Nährstoffe und Nahrungsmittel Allgemeine Ernährungskuren). Springer, 2013, ISBN 978-3-7091-9933-6, S. 311 ff. (eingeschränkte Vorschau in der Google-Buchsuche – Erstausgabe:  1920).
21. ↑  ProVeg Plant Milk Report. (PDF) Abgerufen am 17. Februar 2020 (englisch).
22. ↑  Goods and Services Tax Industry Issues Detailed Food List. Abgerufen am 17. Februar 2020 (englisch).
23. ↑  Umsatzsteuergesetz (UStG) Anlage 2 (zu § 12 Absatz 2 Nummer 1, 2, 12, 13 und 14) Liste der dem ermäßigten Steuersatz unterliegenden Gegenstände. Abgerufen am 20. Januar 2020.
24. ↑  BFH Urteil v. 9. Februar 2006 – V R 49/04. Abgerufen am 20. Januar 2020.
25. ↑  Czech Republic Plans to Lower VAT on Tap Water - Czech Daily. 19. Juni 2023, abgerufen am 15. Oktober 2023 (amerikanisches Englisch).
26. ↑  Spain Won't Reinstate VAT On Basic Foods Until Price Rises Ease Says Minister. 12. Juni 2023, abgerufen am 15. Oktober 2023 (englisch).